# Agrypon ruficaudatum
Agrypon ruficaudatum là một loài tò vò trong họ Ichneumonidae.